# بخش پرگامینو
بخش پرگامینو (به اسپانیایی: Partido de Pergamino) یک منطقهٔ مسکونی در آرژانتین است که در استان بوئنوس آیرس واقع شده‌است. بخش پرگامینو ۲٬۹۵۰ کیلومتر مربع مساحت و ۹۹٬۱۹۳ نفر جمعیت دارد.